# Czyż złotawy
Czyż złotawy (Spinus tristis) – gatunek małego ptaka z rodziny łuszczakowatych (Fringillidae), zamieszkujący Amerykę Północną. Nie jest zagrożony.

## Systematyka
Gatunek ten po raz pierwszy zgodnie z zasadami nazewnictwa binominalnego opisał w 1758 roku Karol Linneusz w 10. edycji Systema Naturae, w oparciu o wcześniejszy opis Marka Catesby’ego. Linneusz nadał gatunkowi nazwę Fringilla tristis, a jako miejsce występowania wskazał Amerykę Północną; w 1931 roku uściślono, że miejscem typowym była Karolina Południowa. Obecnie gatunek umieszczany jest w rodzaju Spinus.
Wyróżnia się cztery podgatunki S. tristis:
- S. tristis pallidus Mearns, 1890
- S. tristis jewetti van Rossem, 1943
- S. tristis salicamans Grinnell, 1897
- S. tristis tristis (Linnaeus, 1758)

## Morfologia
Długość ciała 11,5–13 cm. Masa ciała 10–13 g (latem), 13–20 g (zimą).
Samiec w upierzeniu godowym jaskrawożółty, z czarną czapką, skrzydłami i ogonem, białym kuprem i białymi paskami na skrzydłach; dziób i nogi różowe. Samica podobna, bardziej żółtooliwkowa. Samiec, kiedy nadchodzi jesień i zima, staje się podobny do samicy, białawy na spodzie z żółtą głową. Młode ptaki podobne do samicy, z wierzchu cynamonowopłowe, takie same paski na skrzydłach; skrzydła i ogon brązowoczarne.

## Zasięg, środowisko

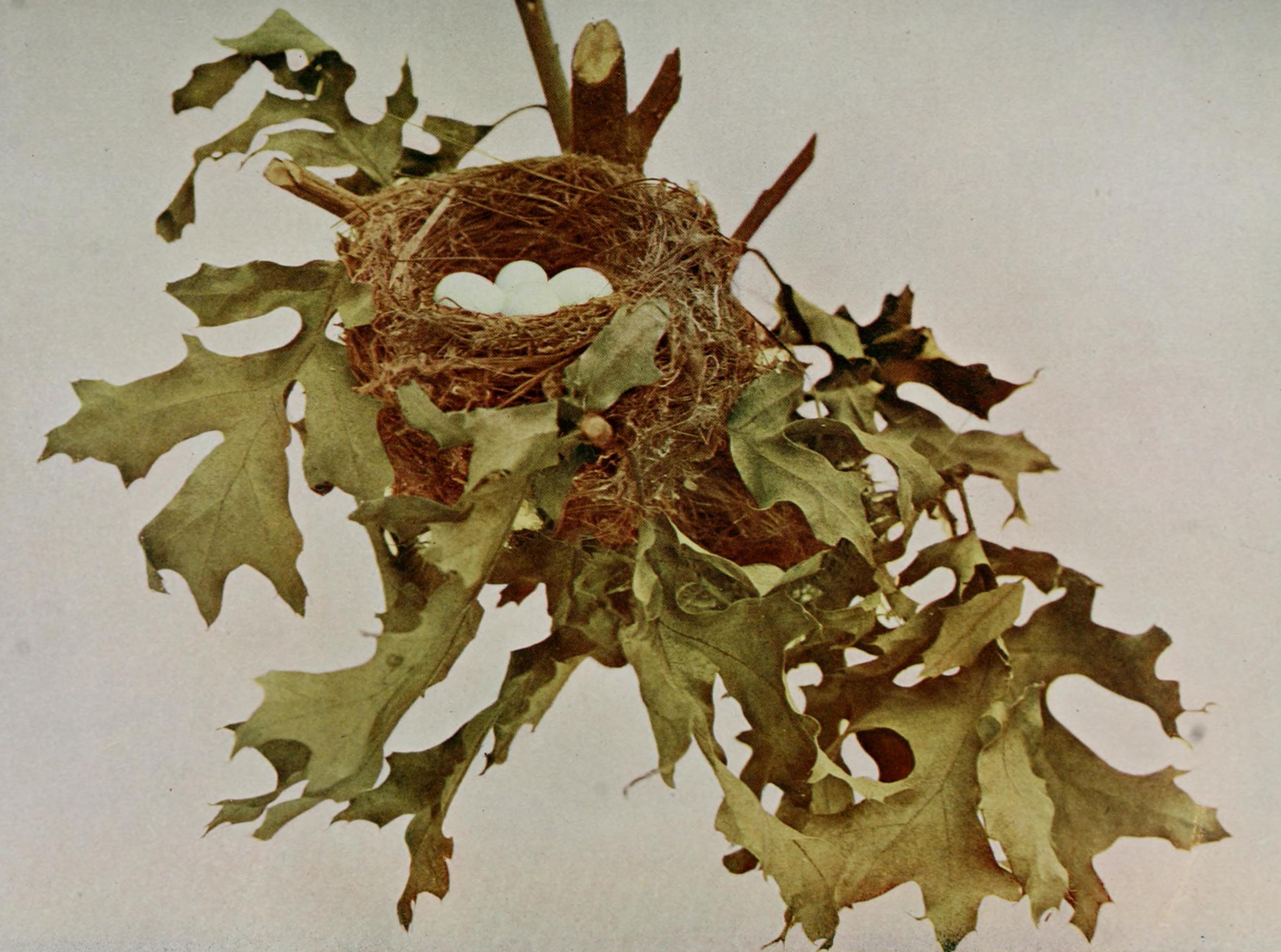
Gniazdo z jajami

Pola, brzegi rzek i zarośla wierzbowe w środkowej i południowo-wschodniej części Ameryki Północnej oraz wzdłuż zachodnich wybrzeży aż po północno-zachodni Meksyk. Część populacji, głównie z północy zasięgu, migruje na zimę na południe; populacje z południa są głównie osiadłe lub przemieszczają się na niewielkie odległości. Zimowiska od skrajnie południowej Kanady i północnych USA aż po północny i wschodnio-środkowy Meksyk.
Poszczególne podgatunki zamieszkują:
- S. tristis pallidus – południowo-środkowa Kanada, środkowe i zachodnio-środkowe USA.
- S. tristis jewetti – południowo-zachodnia Kanada i północno-zachodnie USA.
- S. tristis salicamans – południowo-zachodnie USA, północno-zachodni Meksyk (północna Kalifornia Dolna).
- S. tristis tristis – południowo-wschodnia Kanada, środkowe i wschodnie USA.

## Status
Międzynarodowa Unia Ochrony Przyrody (IUCN) uznaje czyża złotawego za gatunek najmniejszej troski (LC – Least Concern). Trend liczebności populacji uznawany jest za wzrostowy.